# Крупенський Михайло Миколайович

Герб Крупенських

Крупе́нський Миха́йло Микола́йович (нар. 17 листопада 1851, Коржеуци, Сороцький повіт, Бессарабія — пом. 21 березня 1905, Санкт-Петербург, Російська імперія) — один з найбагатших членів роду Крупенських, дійсний статський радник, чотири рази обіймав посаду Хотинського голови дворянства (1881-1893), двічі губернський маршалок шляхти (1897-1905).